# Chéu
Chéu är en kommun i departementet Yonne i regionen Bourgogne-Franche-Comté i norra Frankrike. Kommunen ligger i kantonen Saint-Florentin som tillhör arrondissementet Auxerre. År 2022 hade Chéu 532 invånare.

## Befolkningsutveckling
Antalet invånare i kommunen Chéu
| Referens: INSEE |